# إيسترن كومباني
نادي إيسترن كومباني الرياضي الاجتماعي هو نادي كرة قدم مصري في منطقة العمرانية، تأسس النادي في عام 1953 كنادي اجتماعي ورياضي، بعد نحو 33 عامًا من تأسيس شركة الشرقية للدخان.

## التاريخ
النادي يعتبر شخصية اعتبارية منفصلة عن شركة الشرقية للدخان التي تعمل في صناعة التبغ والسجائر في مصر، ومدرجة في البورصة منذ عام 1995. وتدفع الشركة سنويًا حوالي 18 مليون جنيه للنادي تمثل 0.5% من الأرباح السنوية، وهو وفقًا للوائح والقوانين مبلغ مستقطع من الشركة لصالح وزارة الشباب والرياضة.
في 2021، صعد نادي شركة الشرقية للدخان إلى الدوري المصري الممتاز لأول مرة في تاريخه، بعد أن تصدر المجموعة الثالثة لدوري الدرجة الثانية المصري.
شارك الفريق أكثر من مرة في بطولة كأس مصر، وجمعته مواجهة مع الزمالك في دور الـ32 لموسم 2003-04 وخسر أمامه بثلاثية دون رد سجلها جمال حمزة «هدفين» وإسلام الشاطر «هدف».

### الدوري المصري
| م  | الفريق         | لعب | ف | ت  | خ  | أ.له | أ.ع | أ.ف | نقاط | التأهل أو الهبوط                      |
| -- | -------------- | --- | - | -- | -- | ---- | --- | --- | ---- | ------------------------------------- |
| 16 | الجونة         | 34  | 9 | 9  | 16 | 33   | 46  | −13 | 36   | يهبط إلى الدوري المصري الدرجة الثانية |
| 17 | إيسترن كومباني | 34  | 7 | 12 | 15 | 33   | 56  | −23 | 33   | يهبط إلى الدوري المصري الدرجة الثانية |
| 18 | مصر المقاصة    | 34  | 2 | 9  | 23 | 12   | 50  | −38 | 15   | يهبط إلى الدوري المصري الدرجة الثانية |

## قائمة اللاعبين
أخر تحديث 9 نوفمبر 2021

ملاحظة: تشير الأعلام إلى المنتخب الوطني على النحو المحدد في قواعد الأهلية للفيفا. قد يحمل اللاعبون أكثر من جنسية واحدة غير تابعة للفيفا.
| الرقم | البلد | المركز | اللاعب             |
| ----- | ----- | ------ | ------------------ |
| 1     | مصر   | حارس   | أحمد بوسكا         |
| 2     | مصر   | مدافع  | خالد مصطفى         |
| 3     | مصر   | مدافع  | كمال أبو الفتوح    |
| 5     | مصر   | مدافع  | عاصم سعيد          |
| 7     | مصر   | وسط    | الحسيني طه         |
| 8     | مصر   | وسط    | كريم خميس          |
| 9     | مصر   | مهاجم  | محمد الفيل         |
| 10    | مصر   | وسط    | محمد حسن           |
| 11    | مصر   | وسط    | علاء عباس          |
| 12    | مصر   | مدافع  | يوسف فتحي          |
| 13    | تونس  | وسط    | محمد علي الطرابلسي |
| 14    | مصر   | وسط    | أحمد أبو بكر موكشا |
| 15    | مصر   | مدافع  | محمد أبو سريع      |
| 16    | مصر   | حارس   | عمرو حسام          |
| 17    | مصر   | مدافع  | أحمد متعب          |

| الرقم | البلد | المركز | اللاعب        |
| ----- | ----- | ------ | ------------- |
| 18    | تونس  | وسط    | فراس عيفية    |
| 19    | مصر   | مدافع  | أحمد داهش     |
| 20    | مصر   | مدافع  | صابر الشيمي   |
| 20    | مصر   | مهاجم  | صلاح عاشور    |
| 21    | تونس  | وسط    | بلال آية مالك |
| 22    | مصر   | مهاجم  | أحمد تمساح    |
| 23    | مصر   | وسط    | محمد عصام     |
| 27    | مصر   | وسط    | محمود صقر     |
| 28    | غانا  | وسط    | بنجامين أفوتو |
| 29    | مصر   | مدافع  | أسامة عزب     |
| 34    | مصر   | وسط    | مودي ناصر     |
|       | مصر   | حارس   | عماد حمدي     |
|       | مصر   | مهاجم  | عرفة السيد    |
|       | غانا  | مهاجم  | ستيفان ساي    |